# بيل كونواي
بيل كونواي (بالإنجليزية: Bill Conway)‏ هو لاعب كرة قاعدة أمريكي، ولد في 28 نوفمبر 1861 في لوويل في الولايات المتحدة، وتوفي في 18 ديسمبر 1943 في سومرفيل في الولايات المتحدة.